# Calantica
Calantica es un género con diez especies de plantas  perteneciente a la familia Salicaceae.

## Taxonomía
Calantica fue descrita por Jaub. ex Tul. y publicado en Annales des Sciences Naturelles; Botanique, sér. 4 8: 74, en el año 1857. La especie tipo no ha sido designda.  

## Especies
- Calantica biseriata
- Calantica capuronii
- Calantica cerasifolia
- Calantica chauvetiae
- Calantica decaryana
- Calantica fauberti
- Calantica grandiflora
- Calantica jalberti
- Calantica lucida
- Calantica mantini